# Neadeloides cinerealis
Neadeloides cinerealis là một loài bướm đêm trong họ Crambidae.